# Zeche Gottfried Wilhelm
Die Zeche Gottfried Wilhelm war ein Steinkohlen-Bergwerk in Essen. Die Zeche wurde wegen der gestörten Lagerverhältnisse im Volksmund auch „Elend im Walde“ genannt.

## Geschichte
In den Jahren 1771 bis 1797 fanden in der Gegend des heutigen Baldeneysees und Schellenberger Waldes die ersten Schürfungen und Mutungen statt. Bis 1860 wurde in vier Zechen Steinkohle im Stollenbau abgebaut (unter anderem Max von Schirp und Baldeneyer Stollen). 1824 wurde Johann Gottfried Wilhelm Waldthausen zum Lehnsträger dieser Zechen. Einige Jahre nach seinem Tode wurden 1859 diese vier Zechen konsolidiert. Die hierbei gebildete neue Gewerkschaft erhielt – ihm zu Ehren – den Namen Zeche Gottfried Wilhelm.
1903 erfolgte der Querschlag von der Zeche Vereinigte Pörtingssiepen nach Norden zur Lösung des Feldes Gottfried Wilhelm, 1908 der Durchschlag mit der Zeche Carl Funke. Dazwischen wurden ab 1907 zwei Schächte abgeteuft. Das Betriebsgelände im Schellenberger Wald konnte nur durch Enteignung des Freiherrn von Vittinghoff-Schell erworben werden. Mit Rücksicht auf die Umwelt wurde die Zeche komplett elektrifiziert. Die Aufbereitungsanlagen waren in Rellinghausen außerhalb des Waldes erbaut worden und wurden über eine Seilbahn beschickt. 1909 war Förderbeginn, die Wetter wurden nach Carl Funke und Pörtingsiepen geführt. 1926 erfolgte der Aufschluss des Feldes Morgenröthe.
1942 erfolgte die Fördereinstellung auf der Zeche Gottfried Wilhelm nach über Tage, stattdessen wurde die Kohle unter Tage zur Zeche Pörtingsiepen transportiert. Am 1. Juli 1958 wurde das Grubenfeld durch die Zeche Carl Funke übernommen, die Schächte blieben für Seilfahrt und Wetterführung bis 1972 offen.